# Després del casament
Després del casament o Després de la boda (originalment en anglès, After the Wedding) és una pel·lícula dramàtica estatunidenca del 2019 escrita i dirigida per Bart Freundlich. És una nova versió de la pel·lícula danesa-sueca homònima del 2006 dirigida per Susanne Bier. És protagonitzada per Julianne Moore, Michelle Williams, Billy Crudup i Abby Quinn.
La versió doblada al català oriental es va estrenar el 5 d'agost de 2022 a TV3 sota el títol de Després del casament. Aquesta edició va ser traduïda per Assumpta Anglada i ajustada per Imma Orra, sota la supervisió lingüística de Núria Valldeperas. À Punt va emetre una versió en valencià l'11 de setembre del mateix any amb el nom de Després de la boda.
La pel·lícula es va exhibir al Festival de Cinema de Sundance de 2019 i es va estrenar als Estats Units el 9 d'agost de 2019.

## Sinopsi
La directora d'un orfenat hindú, la Isabel, està a punt d'arruïnar-se. Quan descobreix que la seva organització està a punt de rebre una generosa donació per part d'una empresària estatunidenca, la Theresa, viatja a Nova York per a conèixer-la. No obstant això, un cop allà, es veurà obligada a confrontar el seu passat, del qual va fugir temps enrere.

## Repartiment
- Julianne Moore com a Theresa Young, una empresària milionària i filantropa. Casatda amb l'Oscar i mare de la Grace i de dos bessons. És una benefactora que coneix la Isabel i vol donar diners a l'orfenat.
- Michelle Williams com a Isabel Andersen, fundadora d'una organització benèfica que gestiona un orfenat a Tamil Nadu. És la mare biològica de la Grace.
- Billy Crudup com a Oscar Carlson, un artista visual d'èxit que està casat amb la Theresa. Pare de la Grace i de dos bessons.
- Abby Quinn com a Grace Carlson, la filla de la Theresa i l'Oscar que està a punt de casar-se.
- Alex Esola com a Jonathan, el promès de la Grace que treballa per a l'empresa de la Theresa.
- Vir Pachisia com a Jai, un nen jove de l'orfenat de l'Índia. És molt proper a la Isabel.
- Anjula Bedi com a Preena, que ajuda a la Isabel a dirigir l'orfenat.